# Grandirubrina
La grandirubrina es un secoalcaloide tetrahidroisoquinolínico tropolónico aislado de Abuta grandifolia y Cissampelos pareira (Menispermaceae). UV: [neutral]λmax232 (ε91200) ;254 (ε61700) ;274 (ε45700) ;296 (ε38000) ;312 (ε28800) ;343 (ε32400) ;363 (ε52500) ;384 (ε25700) ;400 (ε15500) ;480 (ε7940) ( 95% EtOH) [neutral]λmax218 (ε14600) ;250 (ε16600) ;262 (ε15700) ;264 (ε15500) ;298 (ε9800) ;300 (ε9700) ;363 (ε16900) ;570 (ε3400) ( EtOH).

## Síntesis
Un método de síntesis total fue propuesto por Banwell, Boger y.